# Enric d'Aragó i de Pimentel
Enric d'Aragó i Pimentel (Calataiud, 11 de novembre de 1445 - Castelló d'Empúries, 2 de juliol de 1522), també conegut pels sobrenoms «Infant Fortuna» o «Infant Enric», va ser un noble aragonès, comte d'Empúries (1458-1522) i comte de Sogorb (1458-1469), després duc de Sogorb (1469-1522). Primer en el càrrec de lloctinent de Catalunya (1479-1493).

## Biografia
Fill d'Enric I d'Aragó, duc de Villena, i la seva segona esposa Beatriu de Pimentel. Era net per part de pare del rei Ferran el d'Antequera i, per tant, cosí germà de Ferran el Catòlic. Durant la seva infantesa fou educat a Castella, però després es va instal·lar a l'Empordà.
El 1461 Enric es va mostrar favorable a la causa del príncep Carles de Viana, empresonat pel seu pare el rei Joan; però en canvi durant l'esclat de la Guerra Civil Catalana l'any següent es va posicionar al costat de Joan II i lluitava per ell a Rubinat, motiu pel qual les institucions catalanes el declararen enemic de la terra. Durant el conflicte va actuar de lloctinent reial a l'Empordà.
Quan es va acabar la guerra, Enric va pretendre de casar-se amb Joana "La Beltraneja" amb la intenció d'esdevenir rei de Castella, però la proclamació del cosí Ferran el 1475 va acabar amb aquesta ambició. Paral·lelament va retornar a Catalunya per prendre possessió altre cop de les terres que li havien estat confiscades entre 1472 i 1474.
Durant un any fou el lloctinent del regne de València (1478-1479), però quan va morir Joan II i pujà al tron Ferran el Catòlic aquest immediatament el va nomenar lloctinent de Catalunya (1479-1494). A més, i a diferència del que havia succeït fins llavors, el càrrec es va institucionalitzar: d'aquesta manera el càrrec passà d'existir simplement quan el monarca abandonava el Principat a ser un càrrec permanent, independentment de la localització del rei. En aquest càrrec Enric d'Aragó fou fidel a les classes dirigents de Catalunya: Es va oposar al rei en la seva intenció d'implantar a Catalunya la Inquisició i també a les intencions de Ferran d'interferir les insaculacions a la Generalitat i al consell municipal de Barcelona. En la qüestió remença sempre fou un defensor dels interessos dels senyors feudals i va actuar amb fermesa contra els remences radicals durant la segona guerra remença el 1484. Tot i alternar temporades a l'Empordà i Sogorb, Enric havia de viure a Barcelona per obligació del càrrec i per aquest motiu s'hi construí un bon palau al carrer Ample el 1491, on tenia una col·lecció d'animals exòtics que fou citada per l'alemany Hyeronimus Münzer.
El 1496 fou nomenat altra vegada lloctinent del regne de València (1496-1505). Més endavant, ja bastant vell, durant les Germanies del 1521 actuà decididament en contra dels revoltats a València i Barcelona, acusant els consellers municipals barcelonins de ser deslleials al rei, i actuant a favor del lloctinent Hurtado de Mendoza a València (fets que va recordar el poeta Joan Baptista Anyés).
Morí suposadament a Castelló d'Empúries el 2 de juliol de 1522 i va ser enterrat al Monestir de Poblet. En el seu testament va establir que els seus descendents visquessin a Catalunya i que el seu comtat no caigués mai en mans castellanes.

## Família
Es casà cap al 1488 amb Guiomar de Portugal, germana de Fadrique de Portugal i de Noronha, assessor de Carles I d'Espanya i futur virrei de Catalunya. Tingueren tres fills:
- l'infant Joan d'Aragó (1488-1490)
- l'infant Alfons I d'Empúries (1489-1562), comte d'Empúries i duc de Sogorb
- la infanta Isabel d'Aragó (1491-?), casada el 1513 amb Énnec de Mendoza, duc del Infantado

A la mort del seu pare el 1445 la regència del comtat d'Empúries la va assumir el seu oncle Alfons el Magnànim, que la va retenir amb tanta insistència que Enric II no pogué accedir-hi fins a la mort del rei el 1458. El 1469 Sogorb fou ascendit de comtat a ducat i el 1489 el va cedir al seu fill Alfons d'Aragó.